# Раванелли, Фабрицио
Фабри́цио Раване́лли (итал. Fabrizio Ravanelli; 11 декабря 1968, Перуджа) — итальянский футболист, нападающий, тренер.

## Карьера

### Игровая
За свою карьеру Раванелли сменил немало клубов, среди которых были гранды итальянского футбола («Ювентус», «Лацио»), французский суперклуб («Олимпик» Марсель) и коллективы Туманного Альбиона («Мидлсбро», «Дерби Каунти»). Был известен как Белое Перо за своеобразный цвет волос и манеру забивать мячи из самых невероятных положений.
Свои лучшие годы Фабрицио Раванелли провёл в «Ювентусе», с которым завоевал ряд престижных трофеев: титул чемпиона Италии (1994/1995), Кубок Италии (1994/1995), Суперкубок Италии (1995), Лигу Чемпионов (1995/1996) и Кубок УЕФА (1992/1993). Треугольник Раванелли — Виалли — Баджо считался в те годы лучшей атакующей связкой клубного футбола. Неизвестно, какая судьба ждала бы «Старую Синьору» после его развала, если бы на смену «трио» не был найден дуэт Индзаги — Дель Пьеро.
Настоящей неудачей стал для Раванелли переезд в Англию, в клуб Брайана Робсона «Мидлсборо». Несмотря на хет-трик в своём дебютном матче против «Ливерпуля» (матч открытия Премьер-лиги 1996/97) и звание одного из лучших голеадоров сезона, Раванелли вместе с Боро был вынужден расстаться с высшим эшелоном английского футбола. Эта трансферная сделка стала одной из самых неудачных в истории «красных».
Президент «Мидлсбро» Стив Гибсон в книге «Американские горки по-риверсайдски» писал:

Когда мы выигрывали, он выглядел фантастически. Когда же проигрывали и всем требовалось собраться в единый кулак, он превращался в такого парня, с каким не хочется оказаться в одной траншее. В таких случаях первое, что приходилось делать, — это орать на него, потому что он сам начинал огрызаться и повышать голос. Рэйв влюблён в футбол, он первоклассный профессионал. По его образу жизни и поведению на тренировках чувствовалось, что он абсолютно предан футболу и что он — большой игрок. Он сам ощущал, что он — более великий, чем клуб, в котором играет, и был, вероятно, прав. Беда в том, что он не пытался это своё ощущение скрыть и постоянно его подчёркивал. Он без уважения относился к людям, окружавшим его. Сезон был важным, нужно было всем быть единой командой. Никто не имел права изолироваться от общих проблем, как это делал Рэйв. У него была странная привычка вторгаться в любой разговор. Он был всегда эмоционален, даже чересчур. И он не принял коллективную ответственность, без которой немыслим командный игрок.
Не сложились дела и в двух последующих клубах: марсельском «Олимпике» и «Лацио», играя за которые Раванелли хоть и показывал достойную игру, вернуться на прежний уровень всё же не смог. 26 голов в лигах за три полноценных сезона не могли устроить «Лиса», и в 2001 году он подписал, как казалось тогда, спасительный контракт с «Дерби Каунти». Но, по несчастливой традиции, клуб также не избежал понижения в классе. На этот раз виной всему стал финансовый кризис, хотя игра команды тоже не впечатляла.
Завершил свою карьеру Фабрицио Раванелли там, где и начинал — в родной для себя «Перудже».

### Тренерская
C 13 июля 2011 года по 6 июня 2013 года возглавлял молодёжный состав «Ювентуса».
8 июня 2013 года подписал двухлетний контракт с «Аяччо». 2 ноября 2013 года отправлен в отставку.
С 22 июня 2018 года возглавляет «Арсенал-Киев». 22 сентября 2018 года подал в отставку со своего поста.

## Достижения
Командные
- Победитель Серии C2 (1): 1987/88
- Чемпион Италии (2): 1994/95, 1999/2000
- Обладатель Кубка Италии (2): 1994/95, 1999/2000
- Обладатель Суперкубка Италии (2): 1995, 2000
- Обладатель Кубка УЕФА (1): 1992/93
- Победитель Лиги чемпионов УЕФА (1): 1995/96

Личные
- Лучший бомбардир Серии C2: 1987/88 (23 гола)
- Лучший бомбардир Кубка Италии: 1994/95 (6 голов)